# Arboga
Arboga è una città della Svezia capoluogo dell'omonimo comune, conta 10.369 abitanti e si trova nella contea di Västmanland.

## Storia
Il nome (in origine Arbugæ) consiste nell'unione di due parole Ar, che in svedese antico significa fiume, e bughi che significa piegare. Sul finire del Duecento le fu concesso lo status di città (stad) per Decreto Reale ma la zona risulta abitata sin dal 900. La città ospitò, nel 1435, il primo parlamento della Svezia (il Riksdag).

## Infrastrutture e trasporti
Oggi la città è un importante snodo in quanto qui si uniscono due importanti arterie di traffico: le autostrade E18 e E20; inoltre due ferrovie, la Mälarbanan e la Svealandsbanan, che uniscono le città di Stoccolma e Hallsberg, si uniscono nelle vicinanze della città.

## Galleria d'immagini

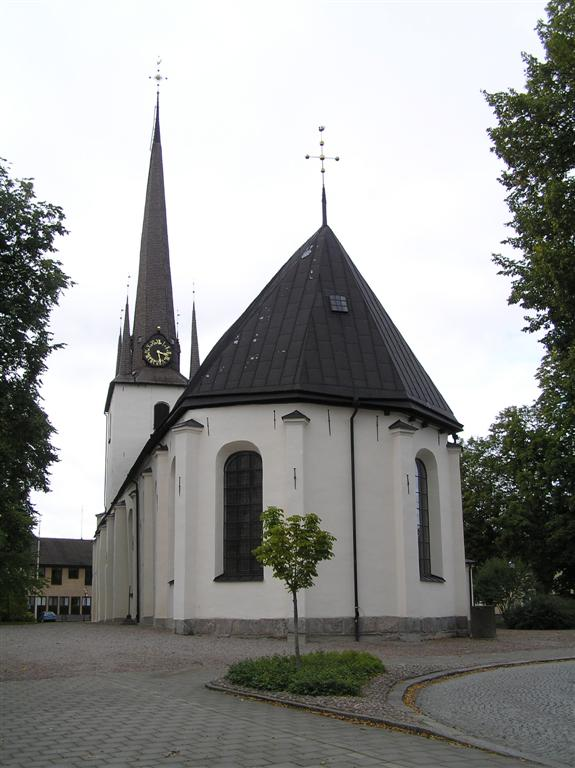
Chiesa della SS. Trinita